# Aviron aux Jeux paralympiques
Navigation
- 2008
- 2012
- 2016
- 2020
- 2024

L'aviron handisport est une des disciplines sportives des Jeux paralympiques depuis les jeux Paralympiques d'Été de 2008. L'aviron en tant que sport est présent aux Jeux olympiques d'été ceux de 1896. L'aviron aux jeux paralympiques est sous la juridiction de la Fédération internationale des sociétés d'aviron (FISA), la même fédération que pour les Jeux Olympiques.

## Disciplines et d'épreuves
| Discipline                | L'événement                 | Ans Mis En Place               |
| Hommes simple (skiff)     | AS (Bras et Épaules)        | 2008, comme A (Bras seulement) |
| Dames simple (skiff)      | AS (Bras et Épaules)        | 2008, comme A (Bras seulement) |
| Double Mixte (skiff)      | TA (Tronc et Bras)          | 2008                           |
| Mixte Quatre avec Barreur | LTA (Jambes, Tronc et Bras) | 2008                           |

## Les distances de course
Toutes les courses ont eu lieu sur 1000 m en ligne droite, tandis que la distance olympique est de 2000 m.

## Qualification
Le nombre d'équipes autorisé à courir est limité, et fait en sorte que la FISA organise des qualifications afin de déterminer qui participe aux Jeux paralympiques. Aux Jeux paralympiques, chaque Comité national olympique ne peut avoir qu'un seul bateau par événement.

## Tableau des médailles
Les tableaux ci-dessous présentent le bilan, par nations, des médailles obtenues en aviron lors des Jeux paralympiques d'été de 2008 à 2024. Le rang est obtenu par le décompte des médailles d'or, puis en cas d'ex æquo, des médailles d'argent, puis de bronze.
| Rang  | Nation          | Or | Argent | Bronze | Total |
| ----- | --------------- | -- | ------ | ------ | ----- |
| 1     | Grande-Bretagne | 11 | 1      | 2      | 14    |
| 2     | Chine           | 3  | 3      | 1      | 7     |
| 3     | Ukraine         | 3  | 2      | 1      | 6     |
| 4     | Australie       | 1  | 4      | 1      | 6     |
| 5     | Israël          | 1  | 1      | 3      | 5     |
| 6     | Norvège         | 1  | 1      | 0      | 2     |
| 7     | Italie          | 1  | 0      | 0      | 1     |
| 8     | États-Unis      | 0  | 4      | 2      | 6     |
| 9     | France          | 0  | 2      | 5      | 7     |
| 10    | Allemagne       | 0  | 1      | 1      | 2     |
| 10    | Biélorussie     | 0  | 1      | 1      | 2     |
| 12    | Pays-Bas        | 0  | 1      | 0      | 1     |
| 13    | Brésil          | 0  | 0      | 2      | 2     |
| 14    | Canada          | 0  | 0      | 1      | 1     |
| 14    | Russie          | 0  | 0      | 1      | 1     |
| Total | Total           | 21 | 21     | 21     | 63    |

## Liste des rameurs
Liste de tous les athlètes qui ont participé à tous les événements (hommes et femmes).
| Nation            | 2008 | 2012 | Total |
| ----------------- | ---- | ---- | ----- |
| Argentine (en)    | -    | 1    | 1     |
| Australie         | 2    | 3    | 5     |
| Biélorussie       | 1    | 7    | 8     |
| Brésil (en)       | 8    | 8    | 16    |
| Canada            | 7    | 5    | 12    |
| Chine             | 8    | 7    | 15    |
| Danemark (en)     | 4    | -    | 4     |
| France            | 1    | 7    | 8     |
| Allemagne         | 6    | 5    | 11    |
| Grande-Bretagne   | 8    | 7    | 15    |
| Hong Kong         | 1    | -    | 1     |
| Hongrie (en)      | 1    | 1    | 2     |
| Irlande (en)      | -    | 4    | 4     |
| Israël            | 8    | 5    | 13    |
| Italie (en)       | 8    | 6    | 14    |
| Japon (en)        | 2    | 1    | 3     |
| Pays-Bas (en)     | 4    | -    | 4     |
| Nouvelle Zélande  | -    | 1    | 1     |
| Pologne           | 3    | 3    | 6     |
| Portugal          | 1    | 1    | 2     |
| Russie (en)       | 4    | 7    | 11    |
| Afrique du Sud    | 4    | 1    | 5     |
| Corée du Sud (en) | 1    | 2    | 3     |
| Espagne           | 1    | 1    | 2     |
| Ukraine           | 4    | 8    | 12    |
| États-Unis        | 8    | 7    | 15    |